# I fratelli senza paura
I fratelli senza paura (All the Brothers Were Valiant) è un film del 1953 diretto da Richard Thorpe.
È un film d'avventura a sfondo drammatico e romantico statunitense ambientato nel 1857 con Robert Taylor, Stewart Granger e Ann Blyth. È un remake di All the Brothers Were Valiant del 1923 e Amore e mare del 1928, produzioni tutte basate sul romanzo del 1919 All the Brothers Were Valiant di Ben Ames Williams. Il film fu candidato per un premio Oscar nella categoria miglior fotografia (nomination a George J. Folsey).

## Trama
I fratelli Joel e Mark Shore sono marinai. Quando Mark sparisce durante una spedizione di caccia alla balena, Joel parte a cercarlo assieme alla moglie Priscilla Holt. A sorpresa riescono a rintracciare l'uomo disperso e Mark racconta di essere stato nel frattempo membro di una banda di avventurieri privi di scrupoli, i quali sono riusciti a mettere assieme un tesoro in perle marine (fra cui una nera particolarmente preziosa), per il quale però si sono azzuffati e uccisi a vicenda, Mark stesso è sopravvissuto da unico, ma ha perso il bottino in mare, nei pressi di un'isola del Pacifico. Mark cerca di convincere il fratello ad utilizzare la nave su cui navigano per cercare le perle, ma Joel, sdegnato dalla sua avidità, risponde che la nave non gli appartiene e che quindi il suo sarebbe un furto. Mark allora si rivolge a Priscilla e poi al resto della ciurma, la quale viene da lui indotta ad ammutinarsi. Alla fine però Mark si pentirà e si schiera di nuovo con il fratello, aiutandolo a riconquistare la nave agli ammutinati, ma perdendo la vita nello scontro.

## Produzione
Il film, diretto da Richard Thorpe su una sceneggiatura di Harry Brown e un soggetto di Ben Ames Williams, fu prodotto da Pandro S. Berman per la Metro-Goldwyn-Mayer e girato dall'8 gennaio all'inizio di marzo 1953. Il film doveva originariamente essere interpretato da Elizabeth Taylor nel ruolo di Priscilla Holt.

## Distribuzione
Il film fu distribuito con il titolo All the Brothers Were Valiant negli Stati Uniti dal 13 novembre 1953 al cinema dalla Metro-Goldwyn-Mayer.
Altre distribuzioni:
- in Svezia il 2 agosto 1954 (Farornas hav)
- in Finlandia il 17 settembre 1954 (Kaikki veljekset olivat urheita)
- in Austria nell'ottobre del 1954 (Die schwarze Perle)
- in Germania Ovest il 1º ottobre 1954 (Die schwarze Perle)
- in Francia il 12 novembre 1954 (La perle noire)
- in Belgio il 19 novembre 1954 (De zwarte parel) (La perle noire)
- in Danimarca il 1º dicembre 1954 (Alle brødrene var tapre)
- in Spagna il 15 dicembre 1954 (Todos los hermanos eran valientes)
- in Turchia nel febbraio del 1955 (Korkusuz Kardesler)
- in Portogallo il 24 marzo 1955 (Todos os Irmãos Eram Valentes)
- in Brasile (Todos os Irmãos Eram Valentes)
- in Grecia (Oi adelfoi isan gennaioi)
- in Italia (I fratelli senza paura)

## Critica
Secondo il Morandini è un "mediocre filmone" con "molta azione, debole psicologia, attori passabili".

## Promozione
La tagline è: MGM's Great Technicolor Romance!.